# 2019年島根県知事選挙
2019年島根県知事選挙（2019ねんしまねけんちじせんきょ）は、2019年（平成31年）4月7日に執行された島根県知事を選出するための選挙。第19回統一地方選挙の日程で行われた。投開票の結果、無所属新人の丸山達也が当選した。

## 概要
現職の溝口善兵衛知事の任期満了に伴う知事選挙。過去3回は現職の溝口知事と共産党の新人による一騎打ちの構図だったが、溝口知事が3期限りで引退を表明したことから12年ぶりに新人同士での選挙戦となった。また、自民党の県選出の国会議員と党所属の県議との間で支援する候補者が割れ、44年ぶりに保守分裂選挙となった。
各党の対応は、共産党は28年ぶりに独自候補を擁立せず市民団体副代表の山崎泰子の推薦を決定した。自民党本部と県連は、元消防庁次長の大庭誠司の推薦を決定した。一方で、自民党所属の県議14名と県議会の旧民主党・社民党系会派は元総務省官僚の丸山達也の支持を表明した。公明党は、自主投票とした。
この他、元安来市長の島田二郎が出馬を表明した。

## 選挙データ

### 告示日
- 2019年（平成31年）3月21日

### 執行日
- 2019年（平成31年）4月7日
  - 当日の投票時間帯:
  - 期日前投票:3月22日 ~ 4月6日

### 同日選挙
- 島根県議会議員選挙（3月29日 告示）

## 主な争点
- 少子高齢化・人口減少対策
- 地域経済活性化策
- 防災・減災対策
- 島根原子力発電所2号機再稼働問題

## 立候補者
4名、届け出順。
| 候補者名（読み）             | 年齢 | 党派   | 肩書き                       |
| ---------------------------- | ---- | ------ | ---------------------------- |
| 山崎泰子 （やまさき やすこ） | 57   | 無所属 | みんなでつくる島根の会副代表 |
| 丸山達也 （まるやま たつや） | 49   | 無所属 | 元総務省消防庁国民保護室長   |
| 島田二郎 （しまだ じろう）   | 65   | 無所属 | 元安来市長                   |
| 大庭誠司 （おおば せいじ）   | 59   | 無所属 | 元総務省消防庁次長           |

### 立候補を見送った人物
- 森谷公昭 - 元浜田市議会議員
  - 2019年3月19日に立候補を表明したが、告示日に立候補を届け出なかった[7]。その後、知事選と同日投開票の島根県議会議員選挙（浜田市選挙区）に立候補したが落選。

### 立候補者の政策関連
- 山崎泰子 - 政策リーフ表<PDF形式>、政策リーフ裏<PDF形式>
- 丸山達也 - 私の政策（丸山たつや Official Site）[リンク切れ]
- 島田二郎 - 政策・理念（しまだ二郎 公式サイト）
- 大庭誠司 - 活力あふれる島根を目指す政策集（大庭誠司 公式WEBサイト）<PDF形式>

### 候補者アンケート
- 知事選候補者アンケート1 人口減少対策（山陰中央新報）<PDF形式>
- 知事選候補者アンケート2 産業振興（山陰中央新報）<PDF形式>
- 知事選候補者アンケート3 教育（山陰中央新報）<PDF形式>
- 知事選候補者アンケート4 医療介護（山陰中央新報）<PDF形式>
- 知事選候補者アンケート5 結婚・出産・子育て（山陰中央新報）<PDF形式>
- 知事選候補者アンケート7 防災・インフラ整備（山陰中央新報）<PDF形式>
- 知事選候補者アンケート8 財政再建（山陰中央新報）<PDF形式>

## 選挙のタイムライン
- 2018年
  - 11月19日 - 現職の溝口善兵衛が県議会で引退を表明[8]。
- 2019年
  - 1月17日 - 丸山達也が出馬表明[9]。
  - 1月18日 - 大庭誠司が出馬表明[10]。
  - 2月4日 - 島田二郎が出馬表明[6]。
  - 2月20日 - 山崎泰子が出馬表明[11]。
  - 3月21日 - 告示。無所属新人4人が立候補[1]。
  - 4月7日 - 投開票。

## 選挙結果

### 投票率・得票率等
各候補の得票率
投票率は62.04%（男62.33%、女61.77%）で、前回2015年の59.56%（男59.94%、女59.22%）を上回った、前回比 +2.48%（男 +2.39%、女 +2.55%）。当日有権者数は564,244人（男267,014人、女297,230人）。
無所属新人で自民党所属県議や野党県議らが支援した丸山達也が自民党の推薦を受けた大庭誠司らを破り、当選を果たした。島根県以外の出身者が知事となるのは公選制度となってから史上初めて。
投開票前までは丸山と大庭が横一線で接戦となる情勢だったが、結果として丸山が大庭に3万票余りの差をつけての勝利となった。なお、当選者の得票150,338票は、公選制度となってから当選者として過去最低の得票数となった。
丸山は、19市町村のうち15市町村で最多の得票を獲得し、全県で広く支持が浸透した。一方、接戦で破れた大庭は、江津市など3市町で丸山をリードしたが、無党派層の多い出雲市などで丸山に差をつけられた。島田は地盤のある安来市で他の候補をリードしたが、それ以外の市町村で支持が浸透しなかった。山崎は全県で支持が浸透しなかった。
※当日有権者数：564,244人 最終投票率：62.04%（前回比：+2.48pts）
| 候補者名 | 年齢 | 所属党派 | 新旧別 | 得票数    | 得票率 | 推薦・支持     |
| -------- | ---- | -------- | ------ | --------- | ------ | -------------- |
| 丸山達也 | 49   | 無所属   | 新     | 150,338票 | 43.57% |                |
| 大庭誠司 | 59   | 無所属   | 新     | 120,276票 | 34.86% | 自由民主党推薦 |
| 島田二郎 | 64   | 無所属   | 新     | 40,694票  | 11.80% |                |
| 山崎泰子 | 57   | 無所属   | 新     | 33,699票  | 9.77%  | 日本共産党推薦 |

| 市町村     | 丸山達也 | 丸山達也 | 大庭誠司 | 大庭誠司 | 島田二郎 | 島田二郎 | 山崎泰子 | 山崎泰子 |
| 市町村     | 得票     | %        | 得票     | %        | 得票     | %        | 得票     | %        |
| ---------- | -------- | -------- | -------- | -------- | -------- | -------- | -------- | -------- |
| 合計       | 150,338  | 43.58%   | 120,276  | 34.86%   | 40,694   | 11.80%   | 33,699   | 9.77%    |
| 松江市     | 38,803   | 41.54%   | 36,917   | 39.52%   | 8,347    | 8.93%    | 9,355    | 10.01%   |
| 浜田市     | 11,647   | 44.70%   | 9,815    | 37.67%   | 2,120    | 8.14%    | 2,475    | 9.50%    |
| 出雲市     | 38,543   | 44.14%   | 31,691   | 36.29%   | 7,965    | 9.12%    | 9,123    | 10.45%   |
| 益田市     | 10,487   | 45.84%   | 7,575    | 33.11%   | 2,390    | 10.45%   | 2,424    | 10.60%   |
| 大田市     | 9,290    | 51.08%   | 5,432    | 29.87%   | 1,728    | 9.50%    | 1,737    | 9.55%    |
| 安来市     | 5,148    | 23.64%   | 4,181    | 19.20%   | 10,986   | 50.45%   | 1,462    | 6.71%    |
| 江津市     | 4,655    | 36.79%   | 5,088    | 40.21%   | 1,297    | 10.25%   | 1,614    | 12.75%   |
| 雲南市     | 11,734   | 51.09%   | 7,129    | 31.04%   | 2,144    | 9.33%    | 1,962    | 8.54%    |
| 奥出雲町   | 3,918    | 56.27%   | 1,906    | 27.37%   | 654      | 9.39%    | 485      | 6.97%    |
| 飯南町     | 1,442    | 44.95%   | 1,269    | 39.56%   | 241      | 7.51%    | 256      | 7.98%    |
| 川本町     | 883      | 43.82%   | 853      | 42.33%   | 140      | 6.95%    | 139      | 6.90%    |
| 美郷町     | 1,529    | 53.97%   | 761      | 26.86%   | 277      | 9.78%    | 266      | 9.39%    |
| 邑南町     | 4,169    | 66.33%   | 994      | 15.82%   | 519      | 8.26%    | 603      | 9.59%    |
| 津和野町   | 1,594    | 36.62%   | 1,933    | 44.41%   | 379      | 8.71%    | 447      | 10.27%   |
| 吉賀町     | 1,272    | 40.68%   | 1,080    | 34.54%   | 333      | 10.65%   | 442      | 14.13%   |
| 海士町     | 519      | 35.45%   | 696      | 47.54%   | 141      | 9.63%    | 108      | 7.38%    |
| 西ノ島町   | 719      | 46.69%   | 417      | 27.08%   | 282      | 18.31%   | 122      | 7.92%    |
| 知夫村     | 205      | 46.38%   | 135      | 30.54%   | 57       | 12.90%   | 45       | 10.18%   |
| 隠岐の島町 | 3,781    | 50.33%   | 2,404    | 32.00%   | 694      | 9.24%    | 634      | 8.44%    |

### 県議会自民会派の分裂
2019年島根県知事選挙の対応をめぐり島根県議会の最大会派である「自民党議員連盟」（自民議連）は支持候補が分かれる状況となり、丸山達也知事を支援した県議ら16人が自民党議員連盟で活動する一方、対立候補を支援した県議ら10人が5月8日に会派を離脱して新会派「島根県議会自由民主党」を結成した。